# Adunările de stări
Menționate de izvoare ca marea adunare a țării, adunarea stărilor era o instituție cu rol consultativ, convocată în momentele cruciale pentru țară, cum ar fi alegerea domnului, decizii importante de politică externă ca de exemplu depunerea omagiului, aprobarea plării primului tribut către Poartă, pace sau război etc. Convocarea era sporadică, nu regulată. În secolul al XVI-lea a fost convocată din ce în ce mai des. Locul de întrunire era la curtea domnească, la o biserică mare sau pe câmp deschis.
Componența adunărilor de stări era: marii boieri, clerul înalt (mitropolitul, episcopii și egumenii mănăstirilor mari), boierii mijlocii și mici (boiernașii), curteni și târgoveți, adică reprezentanți ai orașelor.